# Patrik Lê Giang
Patrik Lê Giang (sinh ngày 8 tháng 9 năm 1992) là một cầu thủ bóng đá chuyên nghiệp người Slovakia gốc Việt thi đấu ở vị trí thủ môn cho câu lạc bộ V.League 1 Công an Thành phố Hồ Chí Minh. Patrik từng là thành viên của đội tuyển U-19 và U-21 Slovakia. Anh trai của Patrik là Emil Lê Giang cũng là một cầu thủ nhưng hiện đã giải nghệ.

## Sự nghiệp câu lạc bộ
Patrik sinh ra tại Lučenec, có cha là người Việt (tên là Lê Giang Nam), mẹ là người Slovakia. Anh khởi đầu sự nghiệp tại FTC Fiľakovo. 15 tuổi, anh gia nhập hệ thống đào tạo trẻ của câu lạc bộ MŠK Žilina. Năm 2011, anh được đưa lên đội một của MŠK Žilina. Tháng 7 năm đó, anh đến chơi cho MFK Zemplín Michalovce theo hợp đồng cho mượn một năm. Patrik lần đầu ra sân trong màu áo Michalovce trong trận gặp FK LAFC Lučenec ngày 23 tháng 7 năm 2011. Tháng 6 năm 2012, anh quay lại MŠK Žilina sau khi hợp đồng cho mượn hết hạn. Patrik có trận đấu đầu tiên cho Žilina trong trận gặp FC ViOn Zlaté Moravce ngày 15 tháng 5 năm 2013.
Vào kì chuyển nhượng mùa hè 2019, anh đã chuyển đến câu lạc bộ Bohemians 1905 chơi tại giải bóng đá vô địch quốc gia Séc. Anh được lọt vào đội hình tiêu biểu ̣ở vòng 17 của giải.
Năm 2023, anh trở về Việt Nam thi đấu cho Câu lạc bộ Công an Hà Nội sau khi đội bóng này đổ bể thương vụ Filip Nguyễn. Giữa mùa giải, anh chuyển đến Câu lạc bộ Thành phố Hồ Chí Minh dưới dạng cho mượn vì Filip Nguyễn đồng ý gia nhập Công an Hà Nội nhưng cũng chưa có quốc tịch Việt Nam (mỗi đội bóng tại V.League khi đó chỉ được đăng kí duy nhất một cầu thủ Việt kiều chưa có quốc tịch Việt Nam).

## Gia đình
Patrik Lê Giang có bố là người Việt Nam và mẹ người Slovakia. Bố của anh là ông Lê Giang Nam du học ở Slovakia và sau đó kết hôn với bà Katarína. Anh trai của Patrik, Emil Lê Giang cũng là một cầu thủ bóng đá. Cả hai anh em từng là đồng đội của nhau tại Žilina.

## Thống kê sự nghiệp
Tính đến ngày 17 tháng 4 năm 2023
| Câu lạc bộ            | Mùa giải  | Giải đấu          | Giải đấu | Giải đấu | Cúp quốc gia | Cúp quốc gia | Châu lục | Châu lục | Khác | Khác | Tổng cộng | Tổng cộng |
| Câu lạc bộ            | Mùa giải  | Hạng              | Trận     | Bàn      | Trận         | Bàn          | Trận     | Bàn      | Trận | Bàn  | Trận      | Bàn       |
| --------------------- | --------- | ----------------- | -------- | -------- | ------------ | ------------ | -------- | -------- | ---- | ---- | --------- | --------- |
| Pohronie              | 2021–22   | Slovak Super Liga | 10       | 0        | 1            | 0            | —        | —        | —    | —    | 11        | 0         |
| Pohronie              | 2022–23   | 2. Liga           | 4        | 0        | 0            | 0            | —        | —        | —    | —    | 4         | 0         |
| Pohronie              | Tổng cộng | Tổng cộng         | 14       | 0        | 1            | 0            | 0        | 0        | 0    | 0    | 15        | 0         |
| Công an Hà Nội        | 2023      | V.League 1        | 12       | 0        | 1            | 0            | —        | —        | —    | —    | 12        | 0         |
| Thành phố Hồ Chí Minh | 2023      | V.League 1        | 5        | 0        | 0            | 0            | —        | —        | —    | —    | 5         | 0         |
| Thành phố Hồ Chí Minh | 2023–24   | V.League 1        | 8        | 0        | 1            | 0            | —        | —        | —    | —    | 8         | 0         |